# أخفس المرجان
أخفس المرجان أو هوامير المرجان (الاسم العلمي: Plectropomus)، جنس أسماك بحرية من فصيلة القرفصية. ويضم حاليًا سبعة أنواع موصوفة.